# Cladophora

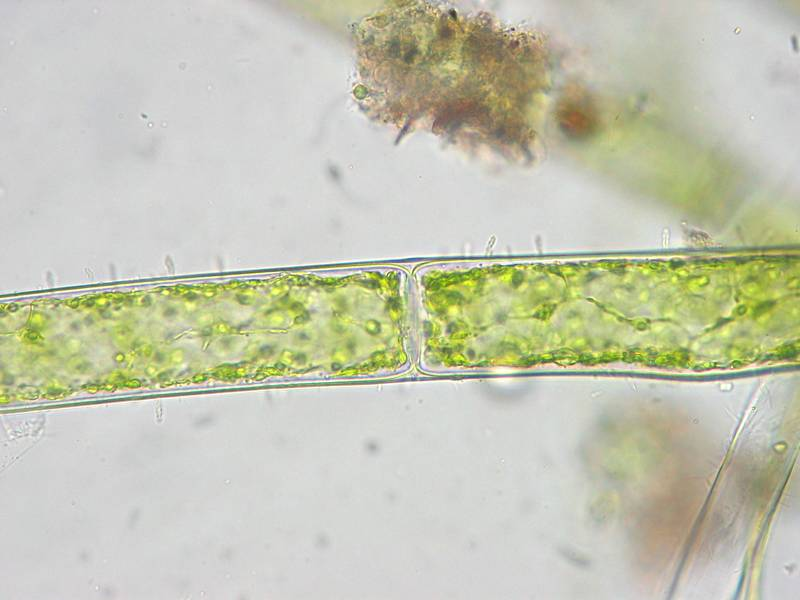
Zellen von Cladophora

Cladophora ist eine Grünalgen-Gattung aus der Klasse der Ulvophyceae mit weltweiter Verbreitung. Viele Arten neigen zur Massenvermehrung bei menschengemachter Eutrophierung von Gewässern, sie können dann ökonomische und ökologische Probleme verursachen. Die artenreiche Gattung umfasst im Meer, im Süßwasser und in Brackwasser verbreitete Arten. Cladophora-Arten sind morphologisch merkmalsarm und untereinander sehr ähnlich, viele Morphospezies sind schwer bestimmbar, in einigen Fällen stimmen sie nicht mit genetisch abgrenzbaren Linien überein (Kryptospezies). Artenzahl und Abgrenzung der Gattung sind daher umstritten.

## Beschreibung
Cladophora (übersetzt: Zweigträgerin) bildet grün gefärbte, mehr oder weniger stark verzweigte Büschel von einreihigen Zellfäden, die durch Querwände (Septen) gekammert sind. Diese sind auf Substraten des Gewässergrunds (meist Hartsubstraten) verankert und reichen von mehr oder weniger aufrecht wachsenden bis zu kriechenden Formen. Bei einigen Arten wie Cladophora rupestris werden durch rückwärts wachsende Fäden scheinbar mehrteilige Achsen gebildet. Die Verankerung erfolgt durch fadenförmige Rhizoide oder einfache Haltescheiben. Seltener kommen frei im Wasser schwebende oder flottierende Formen ohne Verankerung vor. Die Rhizoide gehen von den ersten (basalen) Zellen des Zellverbands aus, sekundäre Rhizoide kommen nicht vor. Wachstum und Verzweigung der Fäden erfolgen auf mehrere unterschiedliche Weisen. Bei einigen Arten erfolgt das Wachstum überwiegend an den Spitzen der Fäden (apikal), bei vielen anderen verlängern sich die Zellen im Inneren der Fäden und teilen neue Zellen ab (interkalar). Bei vielen Arten kommen beide Wachstumsmuster, in jeweils unterschiedlichen Anteilen, nebeneinander vor. Verzweigungen werden gebildet, in dem eine Zelle nahe ihrem apikalen Ende eine knospenförmige Ausbuchtung nach außen schiebt, die schließlich durch ein Septum als neue Zelle abgeschnürt wird und sich zu einem weiteren Zellfaden verlängert. Dabei können von einer Zelle nacheinander mehrere solcher Verzweigungen ausgehen. Die Gestalt des büschelförmigen Thallus wird dadurch beeinflusst, an welcher Stelle neue Seitenfäden abzweigen und welche Länge diese erreichen, oft nehmen die Verzweigungen in der Länge zur Spitze hin ab, bei anderen Arten kommen Fäden aller Längen nebeneinander vor. An älteren Verzweigungen ist oft nicht mehr erkennbar, welches der Seitenzweig war, so dass eine scheinbar gabelteilige (pseudo-dichotome) Verzweigung resultiert.
Die Einzelzellen innerhalb der Zellfäden sind immer mehr oder weniger langgestreckt (bis maximal etwa 300 Mikrometer), zylindrisch bis fass- oder keulenförmig. Die Kernteilungen und Abschnürung neuer Zellen durch Zellwände sind nicht miteinander synchronisiert, so dass die Zellen viele Zellkerne enthalten. Jede Zelle enthält zahlreiche, kleine Vakuolen und ist dadurch schaumartig in ihrer Gestalt. Darin liegen meist randlich konzentriert sehr zahlreiche, scheibenförmige Chloroplasten, viele davon mit einem einzelnen Pyrenoid, so dass eine homogene grüne Färbung resultiert, die Chloroplasten können netzartig verbunden sein. Cladophora-Zellen besitzen in wenigen Arten eine dünne, meist aber eine dicke und stabile, gelegentlich längsstreifige Zellwand, die weit überwiegend aus Zellulose besteht (bei einigen Arten wurde eine dünne äußere Umhüllung aus weiteren Substanzen nachgewiesen). Im Gegensatz zu den Landpflanzen sind die Zellulose-Mikrofibrillen dicker und regelmäßiger kristallin strukturiert, die Zellulose ist dadurch dichter und schwerer enzymatisch abbaubar.

## Fortpflanzung
Die ungeschlechtliche Vermehrung erfolgt durch die Bildung von zwei- oder viergeißeligen Zoosporen. Die sporenbildenden Zellen sitzen fast immer in den apikalen (endständigen) Abschnitten der Zellfäden. Die Sporen werden durch zahlreiche Zellteilungen innerhalb einer Zelle gebildet und über porenförmige Öffnungen von deren Zellwand freigesetzt. Daneben kommt ungeschlechtliche Vermehrung über einfache Fragmentation der Zellfäden vor. Außerhalb der Vegetationsperiode können außerdem kleine Abschnitte von niederliegenden Zellfäden (Akineten) überwintern und im nächsten Jahr neu austreiben.
Die geschlechtliche Fortpflanzung erfolgt durch die Verschmelzung gleich großer zweigeißeliger Gameten (Isogamie). Die Alge weist einen isomorphen Generationswechsel auf; eine ungeschlechtliche, Sporen bildende Generation (Sporophyt) wechselt sich regelmäßig mit einer gleichgestalteten, Gameten erzeugenden Generation (Gametophyt). Dieser Entwicklungszyklus wurde allerdings vor allem bei marinen Vertretern der Gattung beobachtet, zumindest die am weitesten verbreitete Süßwasserart Cladophora glomerata scheint sich rein asexuell fortzupflanzen.

## Verbreitung
Die Gattung ist weltweit verbreitet, in marinen und limnischen Lebensräumen, von den Tropen bis in arktische Gewässer.

## Lebensweise
Die Gattung umfasst, ungewöhnlicherweise, sowohl im Süßwasser wie in Meerwasser lebende Arten, wobei aber keine der Arten in beiden Lebensräumen vorkommt. Zwei vielgestaltige Arten dringen in Brackwasser-Habitate vor, Cladophora glomerata vom Süßwasser her und Cladophora vagabunda (im weiteren Sinne, sensu lato, in Wirklichkeit ein Komplex kryptischer Arten) von marinen Habitaten her.
Cladophora-Arten leben meist festgewachsen auf festen Unterlagen, meist Hartsubstraten wie Steinen, selten in Zwergformen mit einer Haltescheibe an Sandkörnern. Die marinen Arten leben fast alle in Küstengewässern, in der Uferzone (Litoral) in geringen Wassertiefen. Die limnischen Süßwasserarten leben sowohl in stehenden wie auch in fließenden Gewässern.
Cladophora-Thalli bieten einer reichen Lebensgemeinschaft aus, teilweise spezialisierten, Bakterien und Mikroalgen-Arten als Aufwuchs (Periphyton) Lebensraum. Obwohl die Thalli aufgrund des hohen, nur schwer verdaulichen Zellulosegehalts von Pflanzenfressern fast vollständig verschmäht werden, können sie ihren Lebensraum strukturieren, im Gewirr der Fäden finden zahlreiche andere Arten Schutz und Lebensraum. Vor allem in marinen Lebensräumen bilden Cladophora-Fäden aber auch selbst dichten Aufwuchs auf anderen Makroalgen oder Seegräsern und verändern so ihren Lebensraum. Sie wurden daher als „Ökosystem-Ingenieure“ bezeichnet.

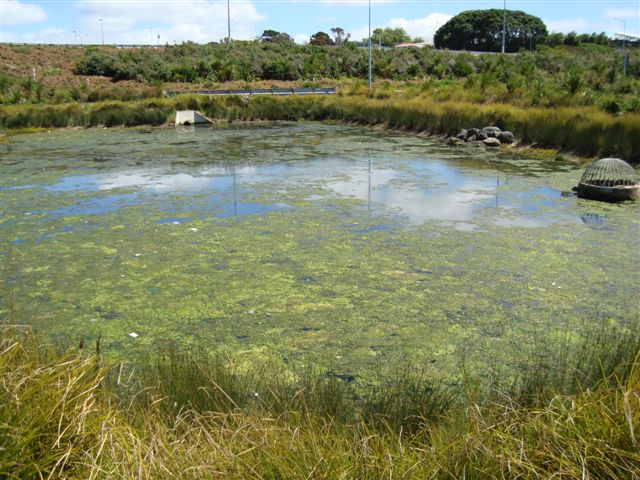
Teich mit Algenblüte von Cladophora glomerata

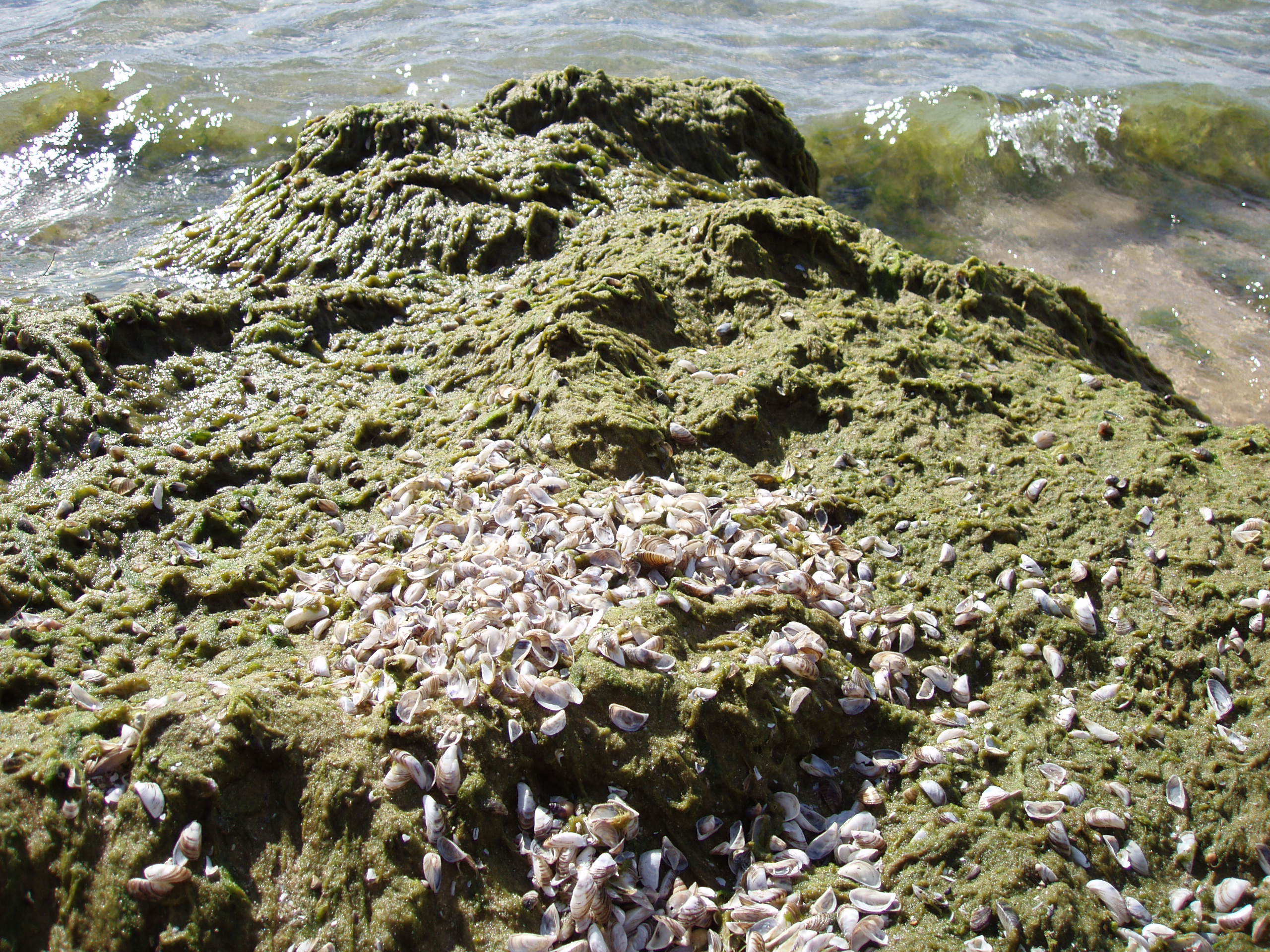
Cladophora-Matten, mit leeren Schalen von Zebramuscheln, in der Uferzone des Michigansees

Die Gattung ist in Fließgewässern in meso- und eutrophen Bächen und Flüssen im Sommer stark dominierend. Oligotrophe Gewässer werden gemieden. Sowohl in marinen wie in limnischen Gewässern kann die Alge, vor allem bei erhöhten Nährstoffgehalt, algenblüten-artige Massenbestände bilden, die andere Arten verdrängen und durch ihre hohe Biomasse, vor allem beim saisonalen Absterben, ihren Lebensraum stark belasten. So war in den amerikanischen Großen Seen bei Massenentwicklung von Cladophora die Biodiversität im Lebensraum stark vermindert. Betroffen sind vor allem Gewässer, die durch Abwässer eutrophiert worden sind, in Küstengewässern mit Stickstoff, in limnischen Gewässern vor allem mit Phosphor. Mit reichlich Phosphat versorgt, konnte Cladophora glomerata unter optimalen Bedingungen in den Großen Seen seine Biomasse täglich um 60 Prozent steigern. Sank der Phosphatgehalt unter 0,6 Mikrogramm pro Liter Wasser, war hingegen kein Wachstum mehr möglich.

## Phylogenie, Taxonomie und Systematik
Die Gattung Cladophora wurde 1843 von Friedrich Traugott Kützing beschrieben (der ältere Name Annulina Link 1820 wurde durch Beschluss der ICBN unterdrückt, der Name Cladophora also konserviert). Typusart war Conferva oligoclona, heute ein Synonym von Cladophora rivularis (Linnaeus) Kuntze; Carl von Linné hatte in seiner, heute aufgegebenen Gattung Conferva ursprünglich alle Algen mit fadenförmigen Thalli zusammengefasst. Die Gattung Cladophora umfasste traditionell die verzweigten und festsitzenden Arten der Familie Cladophoraceae, in heutiger Auffassung einzige Familie der Ordnung Cladophorales. Die Taxonomie der Gruppe war aufgrund des morphologisch einfachen Organisationsgrads mit nur wenigen verwendbaren Merkmalen lange schwierig und umstritten. So wurden etwa in Europa im Laufe der Zeit, meist nach kleinen Variationen des Verzweigungsmusters, deutlich mehr als 500 Arten beschrieben, die der Forscher Christiaan van den Hoek in seiner Revision der Gattung auf nur noch 34 zusammenstrich. Gleichzeitig waren diese Arten aber morphologisch variabel und vielgestaltig, ihre Abgrenzung damit schwierig. Dies änderte sich erst grundlegend, seit die Arten anhand von ihrer DNA-Sequenz verglichen werden (Phylogenomik). Dabei ergab es sich bald, dass die Gattung Cladophora in ihrer traditionellen Umschreibung keine monophyletische Einheit war. Außerdem waren zahlreiche Arten an ihrer DNA-Sequenz nicht unterscheidbar (also mögliche Synonyme), während andere in zahlreiche genetisch geschiedene, morphologisch ununterscheidbare Linien aufspalten (Kryptospezies). Die Taxonomie der Gattung ist daher derzeit im Fluss und wird sich weiter verändern.
Van den Hoek hatte die Gattung in eine Reihe von Untergattungen aufgespalten, deren Abgrenzung aber heute als zweifelhaft gilt.
Die traditionellen, im Süßwasser lebenden Arten der Gattung sind morphologisch nur sehr schwer auseinanderzuhalten und nach den genetischen Untersuchungen nicht gegeneinander abgrenzbar. Einige Bearbeiter sind daher dazu übergegangen, bis zur Klärung der Sachlage alle Süßwasserformen provisorisch einer weitgefassten Art Cladophora glomerata zuzuschreiben. Tatsächlich sind im Süßwasser, vor allem in den bisher schlecht untersuchten Tropen, aber zahlreiche Arten zu erwarten.
Bei einer fast 100 Arten umfassenden genetischen Untersuchung der Gattung erwies sich diese gegenüber den anderen Gattungen der Cladophorales gegenüber in der traditionellen Umschreibung als polyphyletisch. Offensichtlich sind viele Male aus verzweigten wieder unverzweigte und aus festsitzenden frei flottierende Arten hervorgegangen. Es wurden daher einige Arten und Artengruppen aus der Gattung herausgelöst und in die neuen bzw. reaktivierten Gattungen Willeella und Acrocladus (später aus nomenklatorischen Gründen in Lychaete umbenannt) verschoben. Die neu abgegrenzte Gattung Cladophora ist nun rein nach morphologischen Merkmalen nicht mehr von den verwandten Gattungen unterscheidbar. Auch in heutiger Abgrenzung umfasst sie hunderte von Arten.

## Europäische Arten
Meerwasserarten
- Cladophora albida
- Cladophora battersii
- Cladophora coelothrix
- Cladophora dalmatica
- Cladophora hutchinsiae
- Cladophora laetevirens
- Cladophora lehmanniana
- Cladophora liniformis
- Cladophora pellucida
- Cladophora prolifera
- Cladophora pygmaea
- Cladophora retroflexa
- Cladophora rhodolithicola
- Cladophora rupestris
- Cladophora sericea
- Cladophora vagabunda

Süßwasserarten
- Cladophora fracta
- Cladophora globulina
- Cladophora glomerata
- Cladophora rivularis

Die Art Cladophora aegagrophila wurde in eine andere Gattung transferiert, der korrekte Name ist nun Aegagropila linnaei.